# Средска
Средска (алб. Sredskë) је насеље у општини Призрен на Косову и Метохији. Атар насеља се налази на територији катастарске општине Средска површине 1236 ha. Средска је централно насеље Средачке Жупе по коме је и жупа добила име. Смештено је у јужној Метохији, 13 km удаљено од града Призрена. Средска се први пут помиње у 14. веку 1348. године српски цар Стефан Душан је село и жупу приложио својој задужбини — манастиру Св. Арханђела код Призрена. Историјски, од 1912. до 1963. село је био административни центар, где је постојало седиште општине под називом Средска. Својеврсна изолација за време турске владавине допринела је томе да мештани имају карактеристичан говор, ношњу и обичаје.
Главно средство комуникације међу становницима Средачке жупе и даље су сречански говор — а после 1999. године све чешће се користи назив „жупљански” или „жупски”. Основа средчанских говора је првенствено српска, творбене морфеме су у основи македонске. Нема оштрих разлика у говору православних и муслиманских заједница у Средачкој жупи — говоре истим дијалектом.

## Географија
Село се простире у подножју планина Шар Планина и Ошљак у горњем току реке Призренска Бистрица. Налази се општини Призрен у Метохији, у Србији.
Село је релативно разбијеног типа, налази се на магистралном путу Призрен – Брезовица. Састоји се од седам заселака, и то четири десно од тока реке Бистрица (Богошовце, Паличојћи, Пејчићи и Рачојћи), док су три лево од реке (Крајћи, Милачићи и Стајковце). Центар свих ових места била је Средска, где су се налазили Дом културе, станица полиције, амбуланта, школа, продавнице. Средачка жупа обухватала је и већи број околних села. Сам центар жупе налази се на свега 12 километара удаљености од Призрена.
У селу постоје остаци цркве Св. Петке која се помиње у Арханђеловској повељи, остаци цркве Св. Ђорђа са фрескама из прве половине 16. века и цркве Св. Богородице из истог времена, као и цркве Св. Николе која је саграђена 1875. године.
Заселак Богошевци се помиње у Светоарханђелској повељи српског цара Стефана Душана из 1348. године. У селу постоје остаци двеју цркава. Црква Светог Николе се налази на сеоском гробљу. Живопис цркве је дело сеоских мајстора са краја 16. и почетка 17. века. У цркви се чува један изузетно редак и вредан примерак висеће кадионице из 14. века.
У засеоку Пеичићи налази се храм Успења Богородице. У храму се налазио антиминс са својеручним записом патријарха Арсеније IV. На крају записа стоји година 1725, па се претпоставља да је црква вероватно тада и саграђена.

## Порекло становништва
У краљевини Југославији, док је област имала статус опшине, село Средска је имало око 1500 становника.
Подаци из 1947::
Село је 1947. године имало 172 кућа и сви су били Срби православци.
Фамилије:
- Савић, Совтић, Огаревић, Љамић, Шошевић, Шипић, Добросављевић, Радић, Симић, Станишић, Здравковић, Зрнзевић, Гогић, Гаџић, *Јанковић, Мандушић, Думановић, Пучковић, Јакшић, Вељковић, Банзић, Петровић, Каралејић, *Бранисављевић, Ајтић, Лазаревић, Живковић, Ђурђевић, Димкић, Танасковић, Џинић, Великинац, Николић, Ћукаловићи, Чукаловић...[4]

### Средњовековни српски период
Године 1348. први пут се званично помиње Средска, мада се претпоставља да је насеље постојало и много раније. О томе сведочи црква св. Николе у засеоку Богошовце која потиче из 13. века. Средска се помиње у хрисовуљи цара Душана, где се село обавезује да манастиру свети Аргангели испоручује одређене количине дрва, меда и луча.

### Турски период
Падом Призрена, 1455, Средска потпада под турску власт. Под Турцима Средска није имала шуме, а имала је веома мало пашњака, тако да су мештани могли да држе по неку козу, други по неколико оваца или краву. Мало домаћина је имало више стоке. Свака друга или трећа кућа држала је по једног вола па се са комшијом спаривала да би заједнички орали своје посне њиве, ретко веће од 10 ари. Под таквим условима народ села Средске није могао да се прехрани па је био принуђен да иде на рад (гурбет, како су то звали), прво у арнаутска села у Метохији, а потом у Румунију и Влашку. Са зарађеним новцем би тада набављали све што је потребно за кућу: жито, шећер, кафу, пиринач, дрвено масло (зејтин) и др. У Средској се вековима живело у породичним задругама.
Људи су се бавили и грађевинарством. На рад су одлазили сви мушкарци старији од 12 година, а код куће су остајали жене, деца и старци. Они су остајали да чувају имања која су поседовали, обрађивали своје њиве, гајили понешто стоке и чували своју децу. То је разлог што је Средска, од свих села у околини, једина остала чисто српско и православно село. Када су Турци дошли да изврше присилну исламизацију православних Срба, они у селу нису затекли одрасле мушке главе, јер су сви отишли на рад. Турци су тада наредили да се сви врате и одмах јаве турским властима. Од тада су мушкарци из Средске кришом долазили кући и опет кришом одлазили на рад.
На рад се ишло у групи. Вођа групе је морао да зна турски и арнаутски. Сем тога, свако је морао да носи по три капе, једну на глави а две у џепу. У свом селу носио је заравњену шубару. У Призрену или у неком турском селу носио је фес, а у арнаутском селу носио је на својој глави бело кече. Главни мајстор који је је водио групу, општио је са људима, уговарао послове, примао новац и делио зараде. Са Турцима је разговарао турски, а са Аранутима арнаутски. Остали у групи су ћутали, па макар да је неки од њих знао туђ језик. Сами међу собом су говорили тихо тако да нико са стране не чује њихов говор. Они Сречани који су ишли да раде у Руминију полазили су у рано пролеће, обично око Поклада. Ишли су преко Горњег села и Превалца, ноћили по успутним хановима, и тако пешице све до Дунава. Одатле лађом до Румуније и потом возом до Крајове, Краљева као су га они звали, где су углавном радили. Како су одлазили од куће кришом, тако су долазили на кратки зимски одмор, да виде своје породице и да среде куће.
У 16. веку велики везир у Османском царству је био Мехмед-паша Соколовић који је дозволио градњу нових хришћанских богомоља. Сречани су искористили ову прилику и подигли малу саборну цркву у центру села, одмах покрај реке Бистрице, и посветили је св. Николи и црквицу св. Ђорђу у засеоку Миличићи са фрескама од којих су остала само два фрагмента.
Турски султан Селим Трећи је због пораза у рату са Русијом 1839. био присиљен да изда хатишериф који изједначава немуслимане са муслиманима. Овај хатишериф, као и они раније донети, није се много примењивао, тако да се терор над хришћанима наставио. Због тога су европске силе решиле да отворе своје конзулате у свим већим градовима Турске империје, посебно на Балкану.
Руски конзулат у Призрену се отвара 1866, а први конзул је био Јевгеније Тамајев. Након њега Иван Степанович Јастребов, а после њега конзул Тулоха. Ови руски конзули су штитили српски народ у Призрену и широј околини, па тако и у Средачкој Жупи. Тиме је отклоњена опасност од присилне исламизације Срба и побољшан квалитета живота уопште.
Прва школа је изграђена 1868, углавном добровољним радом и прилозима у грађевинарском материјалу, а на иницијативу Симе Андријевића, трговца из Призрена, тада и руског поданика из Кијева у Украјини. Финансијску помоћ је пружило и друштво „Св. Сава“ из Београда.
Године 1875. проширује се саборна црква св. Николе тако да је могла да прими три пута више људи него пре. У њој је 1900. године чинодејствовао о Св. Сави поп Анта Арсић. У школи је након резања славског колача светосавску беседу одржао учитељ Миладин Симић.
Нова школска зграда је направљена 1906, јер је прва постала претесна за више од 80 ученика колико је у том тренутку учило у селу. Ову зграду је народ подигао сам својим добровољним радом и прилозима. Помоћи са стране није било, па је зато зграда остала недовршена.
Почетком 20. века Османско царство је знатно ослабило, па су и Сречани почели да излазе из потока у којем су скривали своје неугледне кућице и почели да праве нове, веће и изгледније куће на равним местима и са лепим видиком. Осим тога направљене су и воденице и мостови на Бистрици као и кафане-механе у центру села.
Године 1911. у Средској је живело 1.139 житеља.

### Балкански ратови и Први светски рат
Двадесетог октобра 1912. Средска је најзад ослобођена. Четири српска војника су тога дана, на коњима, дошли из Призрена и донели акт којим се тадашњи кмет села Средске поставља за председника општине. Наређује му се да, до доласка деловође, нађе једног бистрог и писменог младића да буде општински писар.
Бугарска напада Србију 1913, и тако почиње Други балкански рат. Сречани су, као и остали Срби из Средачке Жупе тада похрлили у борбу. У овом рату је неколико Сречана положило своје животе. Када је избио Први светски рат, Срби из Средачке Жупе се поново добровољно прикључују рату. Многи се због тога враћају из Америке где су радили, а неки се прикључују америчкој војсци на Западном фронту у борби против Немаца. У ратовима 1912—1918, погинуло је 23 Сречана, док је број рањених био већи.
У јесен 1915. Бугари су окупирали Средачку Жупу, где покушавају да мобилишу Сречане. Како им се нико није јавио, све радно способне мушкарце, њих 34, интернирали су у бугарски Рушчук на Дунаву. Ту су радили на утовару и истовару бродова, уз мизерну исхрану и нехигијенске услове, све до краја рата.
Бугари су, ушавши у Средску, кренули од куће до куће и покупили све што су људи припремили за исхрану породице преко зиме. Тако су прве године окупације изазвали глад. Поједине жене су ишле преко Шар Планине у Тетово по три-четири пута док је трајала окупација, где су за неких тридесетак килограма кукуруза продавале своју стоку, па су то жито на својим леђима доносиле кући да њиме прехране децу. Неколико жена и девојака је настрадало или задобило промрзлине услед тешког мраза и курјака. Бугарима је народ морао да даје и сточну храну, углавном сено, и то тако да га сами однесу у касарну у Призрену. Жене су, нарочито оне млађе, често биле шиканиране и задржаване неколико дана у касарни за забаву војника. Код неколико жена ова тортура је оставила психолошке последице.
Злодела бугарских војника према народу Средске су била инспирисана тиме што Сречани никако нису хтели да постану Бугари. Бугари су на томе инсистирали због специфичног дијалекта српског језика којим говоре Сречани и остали народ из Средачке Жупе, па су чак доводили и филологе како би то доказали. Тиме нису ништа постигли, јер су такве тврдње биле обичне измишљотине.

### Између два светска рата
По ослобођењу 1918. Средачка Жупа постаје административна област у Краљевини Југославији. Сречани су и даље наставили да иду на рад, углавном у Америку. Додуше, држава је хтела да им помогне па им је додељивала по неколико хектара ледина у Призренском пољу. Људи су уз хектаре ледина добили и кућне плацеве на месту званом Душаново. Међутим, ретко ко је подизао кућу на додељеном кућном плацу. Радије су куповали куће у Призрену од Турака који су се исељавали у Турску, а одатле ишли запрежним колима до својих имања и на њима радили.
Ипак, иако су неки остали да живе у граду највећи број Сречана је остао да живи на селу, а само у време сезонских радова одлазио у поље и радио што је требало. Потом би сено и сламу довозио својој кући на селу. То је био јако мучан рад на две стране и под два поднебља, тако да су многи касније почели да остају и преко зиме у граду. Тиме је почела да се распада и нестаје породична задруга као облик живота.
Ситуација се у Средској, као и у целој Средачкој жупи, умногоме изменила од оне каква је била у време Турске владавине. Настављени су напори да се унапреди живот у селу нарочито изградњом објеката за опште добро. Прво су подигнута два звоника: један на саборној цркви св. Николе у центру села и други на цркви Свете Богородице изнад Пејчића.
Изградња нове школе почиње 1929, на најлепшем месту у селу, а школа почиње са радом 1930. године.
Зграда Задружног дома је подигнута 1936. Дом је пре тога радио још од 1921. у изнајмљеним просторијама. У овој згради је била смештена и општинска управа.
У овом периоду се врши проширење пута према Призрену и кроз само село, који до тада није био пут у правом смислу речи него више стаза за пешаке и товарне коње. Нешто касније војска је пробила пут кроз клисуру Дув. Овај магистрални пут се и данас користи. У то време је за народ Средачке Жупе то била права благодет, јер је скраћено путовање за сат времена и није било напорних успона као на старом путу. Направљена је и пилана и нови бетонски мост на Бистрици (који је касније проширен и данас се користи). Отворена је здравствена станица која је имала дежурног лекара.
У засеоку Крајћи је 1939. направљена прва електрична централа са турбином од 110 волти. У почетку је био осветљен центар села, општина, задруга, кафане, школа, црква и неколико домаћинстава која су била најближа централи.
Године 1940. положен је камен темељац за дом Соколског друштва. До капитулације Краљевине Југославије дом је био озидан и била је припремљена грађа за кровну конструкцију. Њу је италијанска карабињерија употребљавала за огрев током окупације.

### Време окупације
После Априлског слома Краљевине Југославије 1941. Средску су окупирали Италијани, који су били стационирани у згради школе све до капитулације Италије 1943. За време окупације у Средској је било доста убијених и рањених, као и доста привођених и малтретираних. Осим овога у Средској је било извршено доста крађа и пљачки имовине Срба.

### После Другог светског рата
После ослобођења у новембру 1944. Средску је напустило много људи. 118 младића је отишло у рат против окупатора у неослобођеним деловима земље. Многи учесници партизанског покрета су после рата добијали разне партијске и државне функције у Призрену и другим градовима на Косову и Метохији. Они који су ишли на рад у иностранство почели су да одводе и своје породице. Почела да се примењује политика тадашње комунистичке државе да се људи пресељавају са села у град.
Крајем 1945. број житеља је спао на 1368.
По директиви партије у селу је изграђен Задружни дом, који је имао велику салу за скупштине, конференције и игранке викендом. У једној просторији у приземљу била је смештена народна библиотека и читаоница. Број разреда у основној школи се повећао са четири на осам.
После резолуције инфробироа 1948. стање у Средској се погоршало. За новог политичког секретара среског комитета партије у Призрену је постављена Цица Патрногић – Ишми. Многи Сречани су избачени са посла, а на десетине их је било ухапшено и одведено на Голи Оток. Цео крај је био проглашен као стаљинистички, што је потпуно уназадило село. На пример, сва села у Средачкој Жупи су добила струју, док Средска није све до 1963. када се прослављала стогодишњица школе. Прогон је трајао све до Стаљинове смрти 1953. године.
Средска, је све до 1963. године била општински центар Средачке жупе са 16 села.
Сречани су се углавном селили у Призрен, али и у друга места на Косову и Метохији, затим у Скопље, Тетово, па и у централну Србију, нарочито у Београд, као и у Војводину. До 1981. године село је спало на свега 453 житеља.
Неки су покушавали да зауставе исељавање тако што је планирано да се део текстилне фабрике „Принтекс“ из Призрена премести у Средску, али су представници партије уместо тога наредили премештање у чисто албанско село Жур. Такође су постојали планови за отварање фарме оваца или рибњака, али су они реализовани на неком другом месту.
Пошто је велики број Сречана живео у Призрену, горе на селу су уређивали своје куће и ту проводили викенде и годишње одморе. Пут је био асфалтиран, широк, па се у Средску аутомобилом сада долазило за петнаестак минута. Њиве су претворене у воћњаке, а радна стока је престала да се гаји. У центру села је отворена самопослуга, а касније и летње продавнице и неколико кафана. Срушен је стари лоше изграђен Задружни дом и изграђен нови Дом културе, а у истој згради се налазила пошта. Просторије дома су касније преуређене и у њима су настањене пристигле избеглице из Хрватске. Срушена је стара школска зграда и изграђена нова и уређено је школско игралиште. Број ученика у школи је стално опадао, па је тако од 44 ученика 1949, тај број пао на 11 у 1969. години, и на нулу 1980. Школске године 1990/1991. није било ниједног ученика из села Средске у четири нижа разреда основне школе у Средској. Ипак, школа је радила све до окупирања Косова и Метохије од стране НАТО алијансе јуна 1999. године. У њој су учила деца из суседних села: Плањана, Мушникова, Горњег Села и Драјчића. До бомбардовања 1999. село Средска је имало мање од 300 сталних житеља.

### Након Косовског рата
После бомбардовања Југославије јуна 1999. године и доласка НАТО трупа на Косово и Метохију долази до значајног протеривања српског становништва. Сви Сречани су протерани и више од три године у селу није било ни једног житеља. Све куће су опљачкане и спаљене или оштећене. У центру села је спаљен Дом културе са поштом, док су школу користили немачки војници КФОР-а као касарну, данас је склона урушавању.
До 2002. године посете Средској уопште нису биле дозвољене Србима, а након тога први повратник Зоран Стевановић се у августу те године самоиницијативно вратио у Средску. До краја године село је имало 7 становника.
Планом повратка ICMC за 2003. обухваћен је и овај део Косова и Метохије.
Седамнаестог марта 2004. године Албанци пале манастир светих Архангела, али је братство манастира спашено и привремено смештено у школу у Средској. Ту су провели месец дана и у саборној цркви светог Николе заједно са малобројни повратницима прославили празнике св. Младенце и Васкрс.
Тренутно у Средској живи око 70 становника. Неке куће су обновљене, али већина је била превише оштећена па су прављене нове. По речима повратника жеља за повратком постоји, али се процес веома споро одвија. У селу постоји оптички интернет. По штампу и намирнице мора се у суседне Речане. Амбуланта више не ради. Просторије Ловачког дома користе се и као привремени смештај за повратнике, чије куће још нису изграђене. Новембра 2008. године војници Немачког контингента КФОР-а напуштају школу у Средској и за собом остављају пустош. У договору с Албанцима дозволили су им да изнесу сав инвентар из школе као и део школске библиотеке и школске документације која се сада налази код Албанаца у Мушникову.
На путу Призрен – Горње Село, с обе стране реке Бистрице Албанци су већ изградили бројне хотеле, мотеле, бензинске пумпе и остале објекте.
Више стотина прогнаних мештана се сваке године 28. августа окупља и прославља православни празник Велика Госпојина у порти цркве Свете Богородице. 

### Становништво
Демографска експанзија житеља Средске и саме Жупе била је 1912—1913. године, а касније Жупа у ФНРЈ добија и своју општину са око 20-так хиљада житеља. Према попису из 2011. године, Средска има следећи етнички састав становништва:
| Националност | 2011.       |
| Срби         | 58 (84,06%) |
| Албанци      | 9 (13,04%)  |
| Турци        | 2 (2,90%)   |
| Укупно       | 69          |

| Демографија | Демографија | Демографија |
| Година      | Становника  | Становника  |
| ----------- | ----------- | ----------- |
| 1948.       | 1.067       |             |
| 1953.       | 1.108       |             |
| 1961.       | 955         |             |
| 1971.       | 676         |             |
| 1981.       | 453         |             |
| 1991.       | 206         |             |
| 2011.       | 69          |             |

### Познате личности
- Вук Исакович (1694—1759), војсковођа, главни лик у роману Сеобе Милоша Црњанског
- Трифун Исакович, српски војсковођа
- Чолак Анта Симеоновић, војвода Првог српског устанака
- Петко Радивојевић, руски конзул у Софији
- Марија Јакшић (рођ. 1978) глумица и водитељка (пореклом).
- Алекса Мандушић, одликован Конгресном Медаљом Части, највећим одликовањем у америчкој војсци. Центар за обуку војника за руковање бајонетом у Форт Ноксу носи име по њему Велики Џејк Алекс Мандушић.[8]
- Наталија Ногулић, унука Анђелка Мандушића, америчка глумица.
- Анђелко Ајтић (1887—1914), политичар
- Лазар Вучковић (1937—1966), песник
- Јордан Николић (1933—2018), певач народне музике

## Цркве и манастири
- Саборна црква Светог Николе — саграђена у XVI веку, налази се у центру села, првобитно је била озидана сигом, блатом које се брзо стврдне и окамени. Црква је проширивана 1875. када је подигнута за висину више од једног метра, тако да је могла да прими три пута више људи. Извођач радова који је радио на проширењу је то платио главом. На прагу цркве заклали су га Турци јер није цркву укопао два степеника у земљу, како је било прописано за хришћанске богомоље, него само један степеник. Он је сахрањен испред црквене порте, а касније су наставили да сахрањују умрле (до тада је сваки заселак имао своје гробље). Тако је саборна црква св. Николе у Средској постала гробљанска црква.
- Црква Свете Богородице у Средској (Пејчићи) — налази се изнад засеока Пејчики, а потиче из доба Немањића. Служба у овај цркви се одржава једном годишње 28. августа, на празник Велика Госпојина, када се овде окупља народ, свих вероисповести, из целе жупе.[9]
- Црква Светог Николе — налази се у засеоку Богошевац, потиче из 12. века и најстарија је црква у Средачкој Жупи, фреске су и данас очуване. Спољна припрата са звоником је саграђена пре 30-так година.
- Црква Светог Ђорђа у Средској (Милачићи) — саграђена је негде у XVI веку, а налази се у засеоку Милачики. У црквици се налази један камен и свећанак из манастира сб. Арханђели, код Призрена. Десило се да је ктитор ове црквице, пролазећи поред манастира у време када су га турци рушили, почетком шеснаестог века видео овај свећанак бачен у реку, узео га и донео у своју задужбину, цркву покајницу. Црквица је веома мала, скучена али је била богата фрескама велике уметничке вредности. Нажалост, фреске су уништене приликом преуређења крова и кречења унутрашњих зидова. Остало је тек пар фрагмената.[10]
- Такође у селу су некада постојале, црква св. Богородице, св, Петке и још једна посвећена св. Богородици, које су биле гробне цркве појединих заселака.
- Манастир Свети Архангели – налази се 9 km од села, грађен је од 1343. до 1352. године, као задужбина цара Душана. Цар је оснивачком повељом манастиру између осталог поклонио 93 села, међу њима и село Средску. Када су 17. марта 2004. године албански екстремисти спалили манастир, монашко братство је евакуисано у Средску, где су боравили неко време.

## Ношња
Средачка жупа је имала велики значај за развој и опстанак града Призрена. И ако је била усмерена на град, она ни једнога тренутка није подлегла моћи престонице. Њихов костим је потврда невероватне самосвести живота које репрезентује својим складним бојама и важи за један од најлепших костима Косова и Метохије. Састоји се од кошуље дугих рукава украшене разнобојним орнаментима ободом разреза на грудима и дуж уздужних линија рукава; зубуна од белог сукна; аљине; чојаних јелека; вунених прегача и појаса. Симбол наставка средњовековне духовности носи превез — карактеристично оглавље удатих жена. Превез почиње да се губи крајем века из употребе. Жене нису носиле димије као у Призрену, што доста говори о слободи овог краја у време Турака.